# Ectropothecium falcifolium
Ectropothecium falcifolium är en bladmossart som beskrevs av Nishimura 1985. Ectropothecium falcifolium ingår i släktet Ectropothecium och familjen Hypnaceae. Inga underarter finns listade i Catalogue of Life.